# (10080) 1990 OF1
1990 أو أف 1 (ويعرف أيضًا باسم (10080) 1990 أو أف 1 وفق تسمية الكوكب الصغير) (بالإنجليزية: 1990 OF1)‏ هو كويكب ضمن حزام الكويكبات؛ وترتيبه 10080 من حيث الاكتشاف.
اكتُشف هذا الجُرم الفلكي بواسطة اليانور إف. هيلين في 18 يوليو 1990.

## وصلات خارجية
- (10080) 1990 OF1 في قاعدة بيانات مختبر الدفع النفاث لأجرام النظام الشمسي الصغيرة

- الاكتشاف · مخطط المدار ·  العناصر المدارية · المعلمات المادية

- (10080) 1990 OF1 على موقع ويكي سكاي: DSS2, SDSS, GALEX, IRAS, Hydrogen α, X-Ray, Astrophoto, Sky Map, Articles and images